# Бракониды
Бракониды (лат. Braconidae) — семейство паразитических наездников из надсемейства Ichneumonoidea. Размеры мелкие и средние, большинство видов около 1 см (от 2—5 мм до 10—15), в тропиках до 25 мм. Брюшко удлинённое и может быть искривлено и сегментировано, самки многих видов имеют очень длинный яйцеклад. Крылья с развитым жилкованием и наличием в переднем крыле склеротизованной птеростигмы.

## Признаки
От близких к ним ихневмонид (Ichneumonidae) отличаются: 1) отсутствием 2-й возвратной жилки переднего крыла; 2) ответвлением радиальной жилки (Rs) заднего крыла за поперечной жилкой (у браконид называемой базальной — M), соединяющей две первые (Sc+К и M+Cu1) продольные жилки; 3) слитыми в единый склерит 2-м и 3-м тергитами брюшка. Кроме того, у браконид могут быть слиты в единый панцирь, скрывающий остальные тергиты, три первых тергита брюшка. Число члеников усиков, как правило, более 20.

Жилкование крыльев Braconidae
Pt: птеростигма
Sc: субкостальная
R: радиальная
R_{1}: радиальная 1
M: медиальная
r-m: радиомедиальная
m-cu: медиокубитальная

## Биология
Выделяют две группы браконид: эктопаразиты (Braconinae и Doryctinae) и эндопаразиты (большинство других подсемейств), отличающиеся и по биологии, и по строению личинок. Большинство видов — это паразитоиды Coleoptera, Diptera и Lepidoptera, но также есть паразиты гемиметаболических (с неполным развитием) насекомых, таких как тли, Heteroptera или Embiidina.
Известен паразитизм и на взрослых насекомых (особенно из отрядов Hemiptera и Coleoptera), а представители двух подсемейств образуют галлы растений (Mesostoinae и Doryctinae).
Специализация на хозяевах среди подсемейств:
- Бабочки: Braconinae, Macrocentrinae, Agathidinae, Cheloninae, Microgasterinae, Rogadinae
- Жуки: Braconinae, Helconinae, Spathiinae, Doryctinae
- Двукрылые: Opiinae, Dacnusinae, Alysiinae
- Тли: Aphidiinae

## Значение
Большинство видов полезны, так как связаны в своём развитии с вредителями сельского и лесного хозяйства. В хранилищах полезны виды Bracon hebetor Say и Apanteles carpatus Say, которые являются паразитами вредителей запасов зерна, сухофруктов и тканей. Вид Spathius exarator L. — паразит мебельных точильщиков.

## Распространение
Встречаются повсеместно. Как минимум, три вида браконид распространены по всему земному шару и являются или паразитами вредителей запасов — Bracon hebetor Say и Apanteles carpatus Say, или паразитами взрослых жуков-коровок Dinocampus coccinellae Schr.

## Генетика
Гаплоидный набор хромосом n = 3—17.

## Палеонтология
Известны с мелового периода. Всего на конец 2020 года было описано 17 видов меловых браконид в составе 14 родов, большая часть из них найдена в янтарях (Protobracon robusticauda и другие). Меловых браконид (например, Magadanobracon rasnitsyni), как правило, включают в состав вымершего подсемейства Protorhyssalinae.

## Классификация
Мировая фауна включает 45 подсемейств, более 1000 родов и около 21000 видов, в Палеарктике — 400 родов и около 7000 видов. Фауна России включает 29 подсемейств, 268 родов и 3270 видов наездников этого семейства.
Предположительное общее число до 50 000 видов. Подсемейство Aphidiinae, специализирующееся на тлях, иногда рассматривали в качестве отдельного самостоятельного семейства. Ранее выделяли от 29 (Sharkey, 1993) до 43 подсемейств (Achterberg, 1993). По данным на 2004 год в семействе было около 48 подсемейств и 17 605 валидных видов. Крупнейшие подсемейства (число родов и видов):
Agathidinae (49 и 1032),
Alysiinae (102 и 1933),
Aphidiinae (65 и 594),
Braconinae (180 и 2893),
Cheloninae (20 и 1353),
Doryctinae (169 и 1335),
Microgastrinae (50 и 2077),
Opiinae (34 и 1826),
Rogadinae (53 и 723).

### Список подсемейств
Список подсемейств, представленный ниже, построен по алфавиту.
- Acampsohelconinae
- Adeliinae
- Agathidinae
- Alysiinae
- Amicrocentrinae
- Aphidiinae (иногда рассматриваемое в ранге семейства)
- Apozyginae
- Betylobraconinae
- Blacinae
- Brachistinae
- Braconinae
- Cardiochilinae
- Cenocoeliinae
- Charmontinae
- Cheloninae
- Dirrhopinae
- Doryctinae
- Ecnomiinae (или Ecnomiini в Euphorinae)
- Euphorinae
- Exothecinae Förster, 1862[8], включая в качестве синонима Telengaiinae[9]
  - Telengaia ventralis Tobias, 1962 — Таджикистан, Туркмения[10]
- Gnamptodontinae
- Helconinae
- Histeromerinae
- Homolobinae
- Hormiinae
- Ichneutinae
- Khoikhoiinae
- Lysiterminae
- Macrocentrinae
- Masoninae
- Maxfischeriinae
- †Megalyrhyssalinae
  - Megalyrhyssalus clavicornis  Belokobylskij & Jouault, 2021 — бирманский янтарь[11]
- Mendesellinae
- Mesostoinae
- Meteorideinae
- Meteorinae
- Microgastrinae
- Microtypinae
- Miracinae
- Opiinae
- Orgilinae
- Pambolinae
- Proteropinae
- †Protobraconinae
- †Protorhyssalinae
- Pselaphaninae
- Rhysipolinae
- Rhyssalinae
- Rogadinae
- †Seneciobraconinae
  - Seneciobracon novalatus Engel & Huang, 2018 — бирманский янтарь[12]
- Sigalphinae
- Trachypetinae
- Vaepellinae
- Ypsistocerinae
- Xiphozelinae

## Некоторые виды
- Bracon intercessor Nees
- Rogas dimidiator Spin.
- Microgaster tuberculifera Wesm.
- Apanteles glomeratus L.
- Elasmosoma michaeli

## Фотогалерея

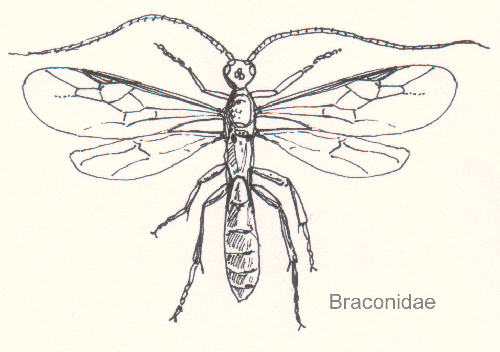
Braconidae
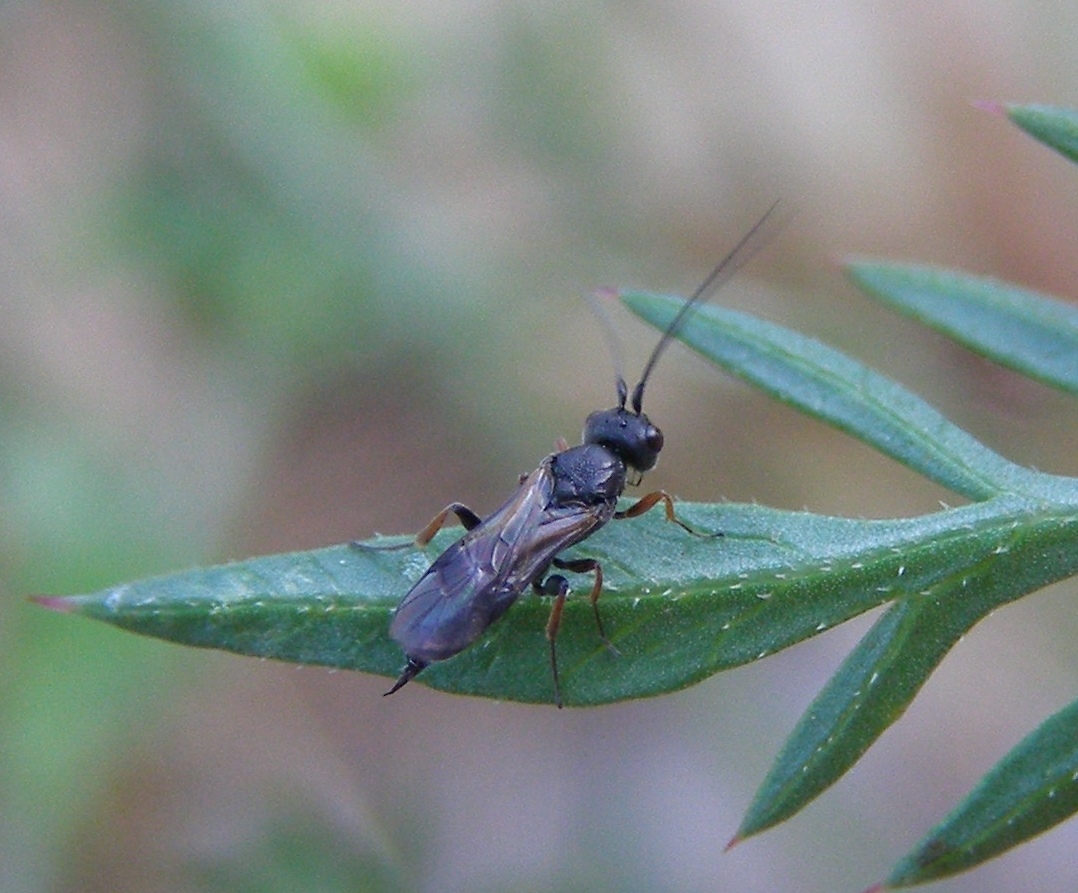
Ascogaster sp. (Cheloninae)
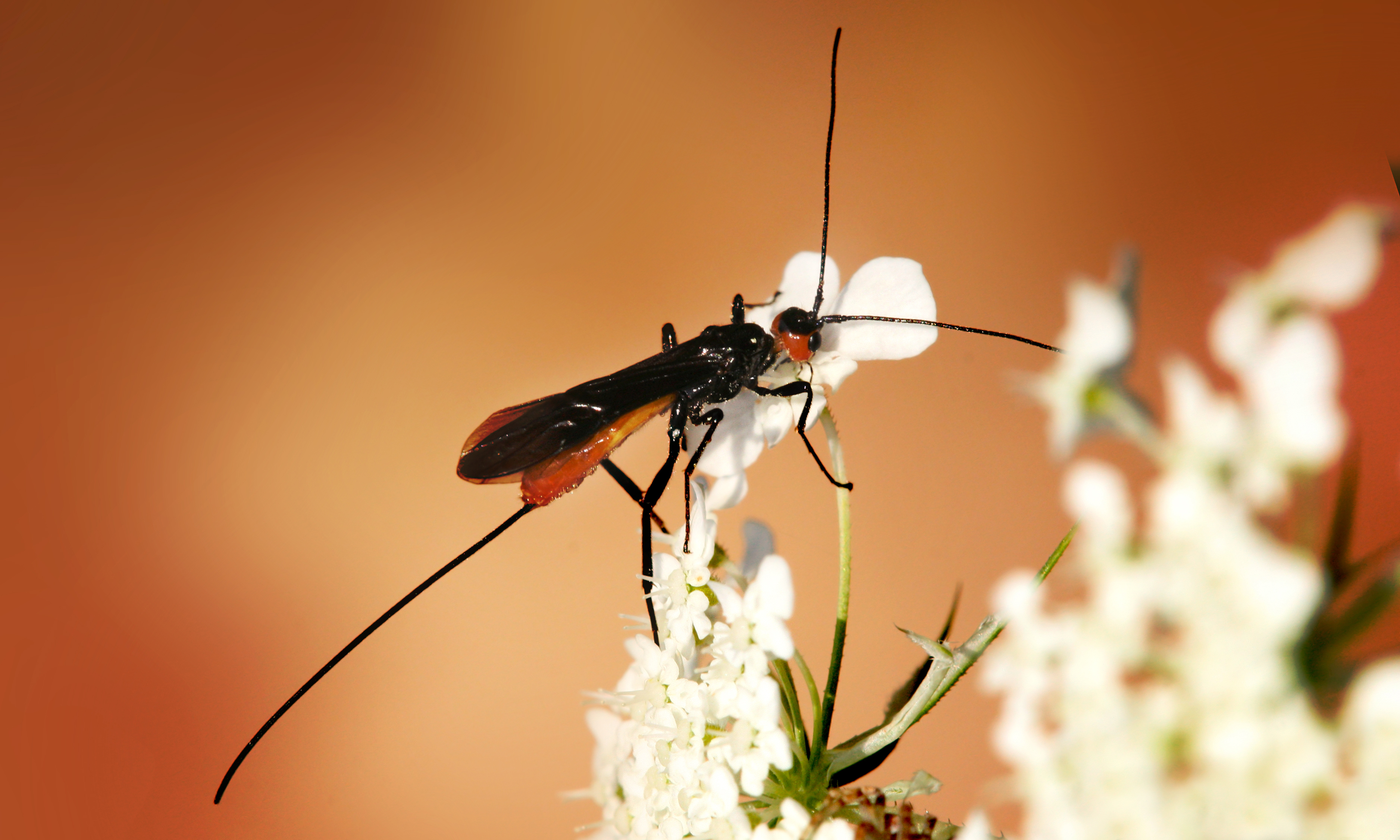
Atanycolus